# GoFundMe
GoFundMe（ゴーファンドミー）は、アメリカ合衆国のクラウドファンディングプラットフォーム。特定のライフイベントに対する祝賀や、事故や病気などの困難な状況に対する支援などのために、資金を集めることができる。